# Cnaeus Marcellus Empiricus
Cnaeus Marcellus Empiricus (5. század) orvos
Galliából származott, I. Theodosius és II. Theodosius idejében élt. Egy jelentéktelen műve maradt fenn az orvosságokról (De medicamentis), amely 1536-ban jelent meg először nyomtatásban.